# Proletarskaja (metrostation Moskou)
Proletarskaja (Russisch: Пролетарская uitspraakⓘ) is een station aan de Tagansko-Krasnopresnenskaja-lijn van de Moskouse metro.

## Geschiedenis
In de eerste plannen voor de Moskouse metro was er al sprake van een station bij het Krestjanskaja Zastavaplein aan de Tagansko-Tverskaja-lijn die ten zuiden van het Theaterplein langs de linkeroever van de Moskva zou lopen. Deze lijn werd in 1934 op advies van Britse deskundigen geschrapt, maar in 1938 lag er een voorstel voor een Tagansko-Timirjazevskaja-lijn. Deze lijn volgde tussen het Theaterplein en Krestjanskaja Zastava de eerder geplande route, maar ten zuiden van Krestjanskaja Zastava zou de lijn doorlopen naar het zuidoosten in plaats van het zuiden. Na de Tweede Wereldoorlog werd eerst begonnen met de bouw van de ringlijn en werden de plannen voor de Kaloezjsko-Timirjazevskaja-lijn (lijn 6) en de Tagansko-Krasnopresnenskaja-lijn (lijn 7) geconcretiseerd. In 1957 werd besloten dat bij het Noginaplein de lijnen 6 en 7 elkaar zouden kruisen. Van lijn 7 werd het deel aan de zuidoostkant van de stad buiten de ringlijn, de Zjadanovsko-radius, als eerste gebouwd en op 31 december 1966 geopend. Behalve Taganskaja zijn de stations van de hele Zjadanovsko-radius, waar Proletarskaja deel vanuit maakt, gebouwd volgens de standaardontwerpen uit de tijd van Nikita Chroesjtsjov. Het station werd, net als het district waar het ligt, Proletarskaja genoemd, als verwijzing naar de arbeidersklasse, terwijl het plein boven het station, Krestjanskaja Zastava, een verwijzing naar de boerenstand is. De naam van het district bestaat niet meer en in 1991 werd voorgesteld het station in 'Kroetitsjkoje Podvorje' om te dopen.

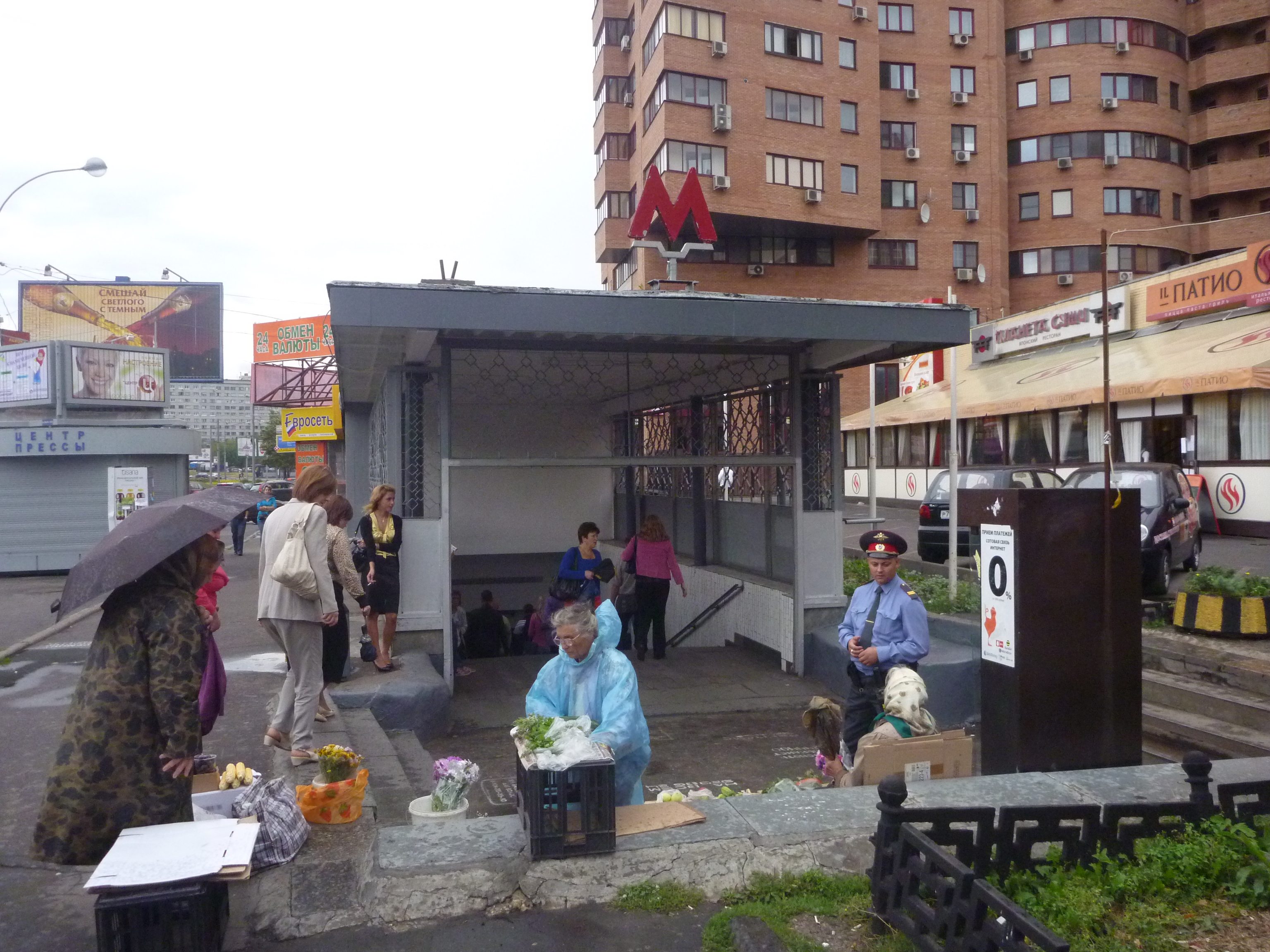
De toegang tot het station
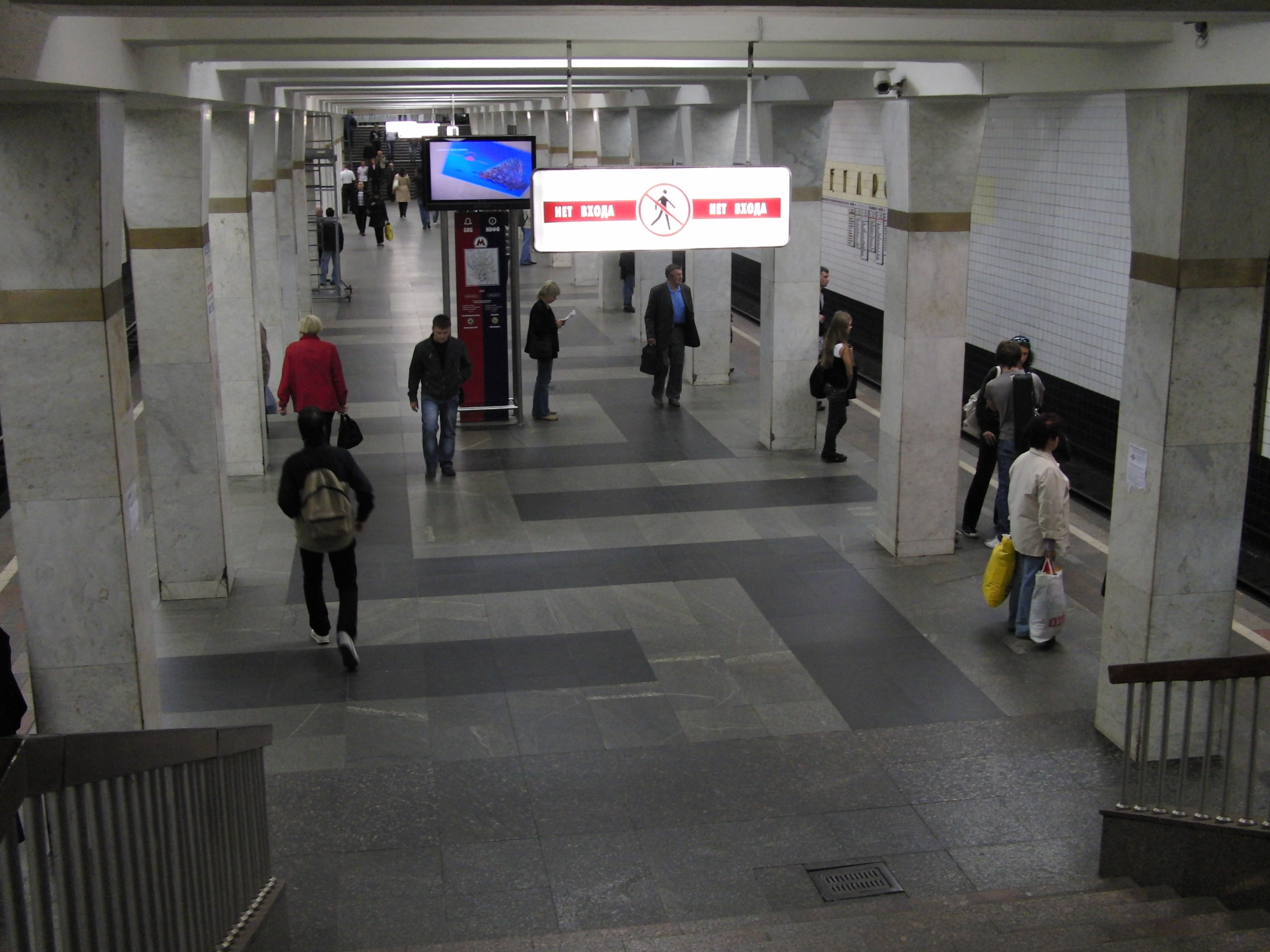
Het perron gezien vanaf de trap voor de overstappers
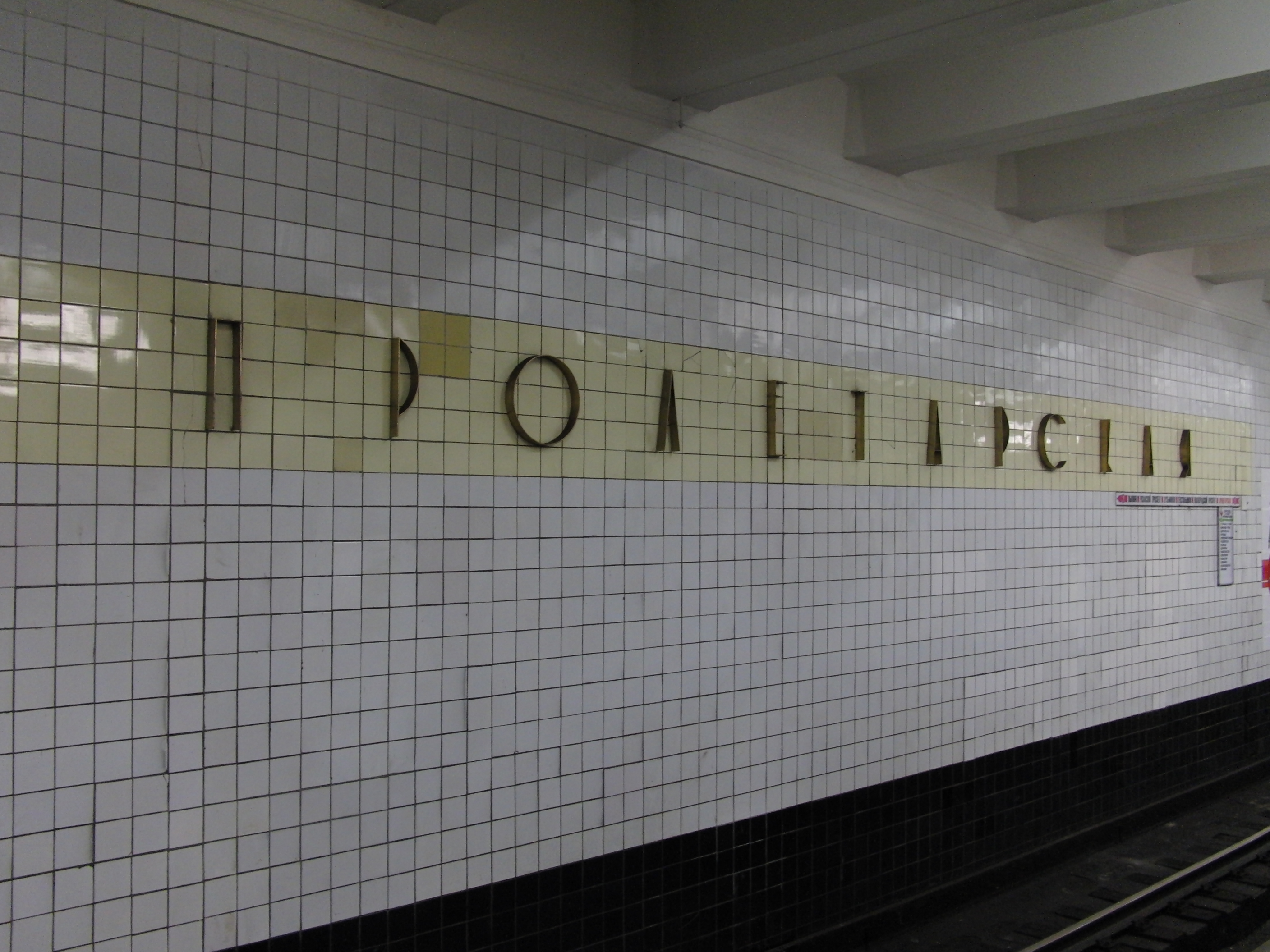
De stationsnaam op de tegels van het standaardontwerp

## Ligging en inrichting
Het station is een ondiep gelegen zuilenstation op 9 meter diepte volgens een standaardontwerp, de zogeheten duizendpoot, uit 1960. De geprefabriceerde onderdelen van de ruwbouw zijn per station verschillend afgewerkt. De zuilen staan in twee rijen van 40 met een onderlinge afstand van 4 meter. In dit geval zijn de kolommen afgewerkt met wit marmer en bestaat de bovenkant van de kolommen uit een taps toelopend deel dat van de rest van de kolom wordt gescheiden door een gele bies. De vloer bestaat uit grijs graniet en labradoriet. In de jaren zestig waren de muren betegeld zoals destijds in het standaardontwerp was opgenomen. Hoewel de badkamerstijl al begin jaren tachtig werd verlaten, werden bij Proletarskaja de tegels pas tussen maart en juni 2012 vervangen door panelen van aluminiumcomposiet, met daaronder zwart graniet. De naam van het station en de afbeeldingen van hamer en sikkel op de tegels zijn toen in gele inzetstukken teruggeplaatst op de tunnelwand. De verlichting bevindt zich nog steeds volgens het standaardontwerp tussen de balken van het plafond. Het station was tot 10 september 2016, toen bij Leninski Prospekt een derde verdeelhal voor overstappers naar de Moskouse centrale ring werd geopend, het enige station met drie ondergrondse verdeelhallen. Twee verdeelhallen liggen aan de beide uiteinden van het perron boven de sporen en zijn met een vaste trap met het perron verbonden. De derde ligt ten noorden van het station ter hoogte van het midden van het perron en is via een loopbrug met het perron verbonden. De westelijke is verbonden met een voetgangerstunnel onder de 3e Kroetitsjkibaan met toegangen aan weerszijden en bij de tramhaltes in de middenberm. De oostelijke is eveneens verbonden met een voetgangerstunnel met diverse toegangen aan de oostkant van het Krestjanskaja Zastavaplein. De middelste verdeelhal is de zuidelijke van Krestjanskaja Zastava aan de Ljoeblinsko-Dmitrovskaja-lijn met een toegangsgebouw aan de westkant van het plein. Deze wordt sinds 23 juli 1997, toen de verbindingstunnel en loopbrug werden geopend, voor beide stations gemeenschappelijk gebruikt.

## Reizigersverkeer
In 2002 werden 61.860 reizigers per dag geteld in de verdeelhallen. Het aantal overstappers is bijna het dubbele, in 1999 werden per dag 120.300 overstappers naar de Ljoeblinsko-Dmitrovskaja-lijn geteld. De eerste metro naar het noorden vertrekt om 5:48 uur, Naar het zuiden vertrekt de eerste metro op even dagen om 5:55 uur, op oneven dagen doordeweeks om 5:54 uur en in het weekeinde om 5:53 uur.